# Tennebø
Tennebø ist ein Dorf in der norwegischen Kommune Kinn in der Provinz Vestland. 

## Lage
Es befindet sich auf der Nordostseite des Vågsfjord am Nordufer der Bucht Skavøpollen. Der Ortslage vorgelagert sind die Inseln Skavøya und Furøy. Durch Tennebø führt der Riksvei 15. Nördlich des Orts, getrennt durch den See Deknepollvatnet, liegt der Ort Degnepoll, der, wie auch Tennebø, als Vorort der noch etwas weiter nördlich gelegenen Stadt Måløy betrachtet wird. Östlich liegt Nygård.

## Geschichte
Eine erste urkundliche Erwähnung des Orts ist aus dem Jahr 1563 als Thendebø überliefert. Zu diesem Zeitpunkt bestanden zwei Bauernhöfe. 1866 wurde aus einem der Höfe ein kleiner dritter Hof ausgegliedert. Um das Jahr 1900 bestanden die Höfe Bjørkeli, Hatlevik, Indrebø, Ospel und Tondermyra. Im Jahr 1896 wurde in Tennebø eine Schule errichtet. In der Zeit um 1940/50 erwies sich das Gebäude als zu klein, so dass letztlich 1954 ein Neubau erfolgte. In die kommunale Schule gingen dann auch die Kinder aus den Dörfern auf der Südseite des Ulvesundet. Später erfolgte eine Erweiterung der Schule. 1953 entstand darüber hinaus die weiterführende Schule Måløy Vidaregåande Skule. 2005 wurde außerdem eine maritime Berufsschule eingerichtet. 2003 entstand die Sporthalle Nordfjordhallen.
1999 zählte Tennebø 481 Einwohner. Da der Ort seit 2001 gemeinsam mit Måløy ausgewiesen wird, liegen keine aktuelleren statistischen Angaben vor. Im Ort entstanden jedoch diverse neue Gebäude.

## Einrichtungen
In Tennebø befinden sich mehrere Bildungseinrichtungen, so die Schulen Skavøypoll barneskule und Måløy Vidaregåande skule sowie der Kindergarten Skavøypoll barnehage. Außerdem gibt es die Sporthalle Nordfjordhallen mit Fußball/Handballfeld, Kletterwand und Schießstand und den Kunstrasenplatz des Sportvereins Skavøypoll IL. Darüber hinaus besteht eine Veranstaltungshalle mit Bestuhlung und moderner Licht- und Tontechnik für Konzert-, Theater- und Tanzveranstaltungen.

## Wirtschaft
Am Ufer der Bucht Skavøpollen befinden sich Hafenanlagen für kleinere Schiffe, Werftanlagen und Lagereinrichtungen.

## Persönlichkeiten
In Tennebø wurde die norwegische Politikerin Bjørg Sandal (* 1955) (Arbeiterpartei) geboren.